# Licaria sericea
Licaria sericea är en lagerväxtart som först beskrevs av August Heinrich Rudolf Grisebach, och fick sitt nu gällande namn av André Joseph Guillaume Henri Kostermans. Licaria sericea ingår i släktet Licaria och familjen lagerväxter. Inga underarter finns listade i Catalogue of Life.